# Dilan Ortiz
Dilan Andrés Ortíz Aragón (ur. 15 marca 2000 w Popayánie) – kolumbijski piłkarz grający na pozycji środkowego napastnika w rosyjskim klubie FK Ufa, do którego jest wypożyczony z serbskiego Proleteru Nowy Sad. Były młodzieżowy reprezentant Kolumbii.